# Urejenost
Urejenost je lastnost množic, v katerih je določena kakšna relacija urejenosti, na primer <. Urejena je, na primer, množica naravnih števil {0|, 1, 2, 3, 4, 5, 6, ...}. Za njene tri poljubne elemente a, b in c velja:
1. Relacije a < b, a = b in a > b sestavljajo popolno disjunkcijo, kar pomeni, da med dvema poljubnima številoma velja samo ena od treh relacij,
2. Iz a < b in b < c sledi a < c (Zakon o prehodnosti (tranzitivnosti)),
3. Iz a < b sledi a + c < b + c (Zakon o monotoniji).